# Hương hỏa

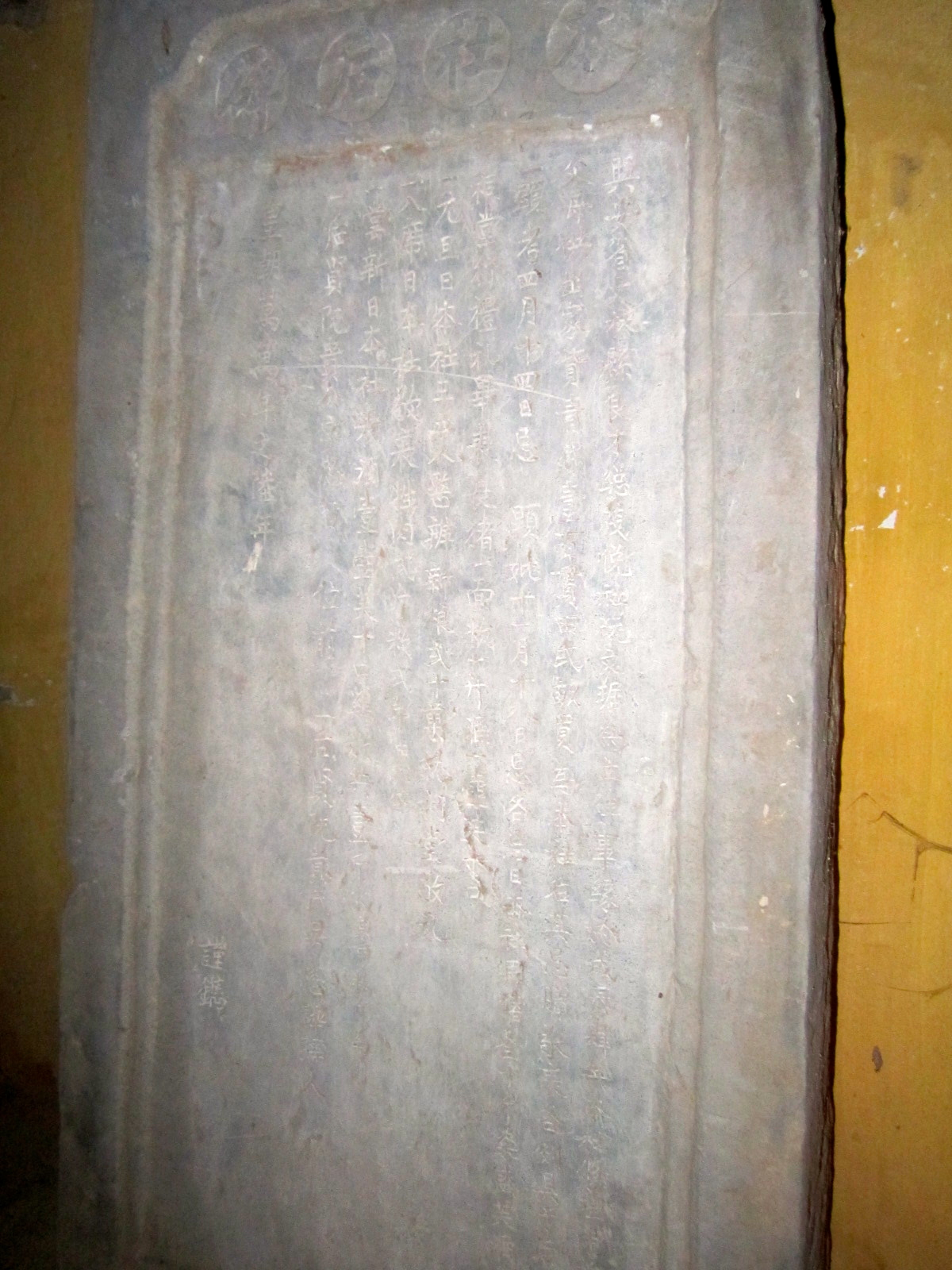
Bia lập hậu bằng chữ Nho khắc năm Thành Thái thứ tư (1891) trong đình làng Quàn thuộc tổng Lương Tài (良才), huyện Văn Lâm (文林), tỉnh Hưng Yên (興安). Trán bia ghi bốn chữ "Bản xã hậu bi" 本社后碑

Hương hoả (chữ Hán: 香火) nghĩa gốc là nhang và đèn, nến dùng để tế tự tổ tiên và thần Phật. Từ nghĩa gốc có thêm nghĩa bóng chỉ việc con cháu tế tự tổ tiên, được mượn dùng để chỉ tài sản của một gia đình giao cho thế hệ sau để sinh lợi với mục đích giữ gìn việc thờ cúng người đã khuất. Tài sản hương hỏa trong xã hội nông nghiệp cổ truyền Việt Nam thường là vườn ruộng, nhà, đất.

## Khế ước hương hỏa
Hương hỏa có thể trao cho người cùng huyết tộc nhưng cũng có trường hợp trao cho một tập thể như thôn xóm, làng xã, đền chùa qua khế ước gọi là "lập hậu" (立後), còn gọi "đặt hậu", "cúng hậu", "mua hậu" để làng xã hay đền chùa tiếp tục việc hương khói, giỗ chạp.
Lệ mua hậu trong văn bia đã có từ thời nhà Lý, sau phát triển vào thời nhà Mạc trở đi. Mua hậu ở đình thì gọi là "hậu thần". Mua hậu ở chùa thì gọi là "hậu Phật". Hậu Phật, ngoài việc dựng bia còn tạc tượng để thờ. Một cá nhân có thể tự mua hậu cho mình nhưng thông thường thì con cháu khi khá giả có thể mua hậu cho cha mẹ, ông bà.
Khi giao cho tập thể ngoài gia đình thì thường dùng danh từ ruộng hậu hay hậu điền thay vì ruộng hương hỏa. Khế ước lập ra là văn bản bằng giấy nhưng muốn duy trì lâu dài hơn, gia đình có thể cho khắc bia bằng đá làm chứng. Tập thể nhận tài sản này coi mình không khác gì con cháu thừa hưởng và sẽ nối tiếp đời này sang đời kia dùng tài sản đó sinh lợi để cúng giỗ.

## Hương hỏa và luật pháp
Ruộng hương hỏa trong gia tộc hay ruộng hậu thuộc đền chùa đều là tài sản không thể bán đi được và phải giữ nguyên để gánh việc thờ cúng. Tuy nhiên sau năm 1976 thì ruộng hương hỏa ở Việt Nam bị xóa bỏ vì cho là đất đai hoàn toàn thuộc về sở hữu "của toàn dân". Bộ luật đất đai của Việt Nam Cộng hoà Xã hội Chủ nghĩa năm 2003 không có "đất hương hỏa" mà chỉ có "thừa kế quyền sử dụng đất của mình theo di chúc hoặc theo pháp luật" (Khoản 5 Điều 113 Luật Đất đai). Căn cứ theo đó thì luật pháp không công nhận chức năng của khoảnh đất đó, mà chỉ công nhận việc chuyển quyền sử dụng đất của người chết sang cho người thừa kế (Điều 733 Bộ luật Dân sự).